# Université Colgate
L'université Colgate est une université américaine d'arts libéraux située à Hamilton dans l'État de New York.

## Historique
L’université a ses origines dans la fondation de la Baptist Education Society de l'État de New York par treize hommes baptistes en 1817. En 1819, la charte de l'école est approuvée par l'État et elle ouvre en 1820. En 1823, le Baptist Theological Seminary de New York fusionne avec elle pour former la Hamilton Literary & Theological Institution. En 1846, l'école prend le nom de Madison University. En 1890, elle prend le nom d’université Colgate en l’honneur de William Colgate, un des administrateurs de l’école.

## Évènements
Le 12 décembre 1940, Duke Ellington y donne un concert de plus de deux heures dans la Memorial Chapel.

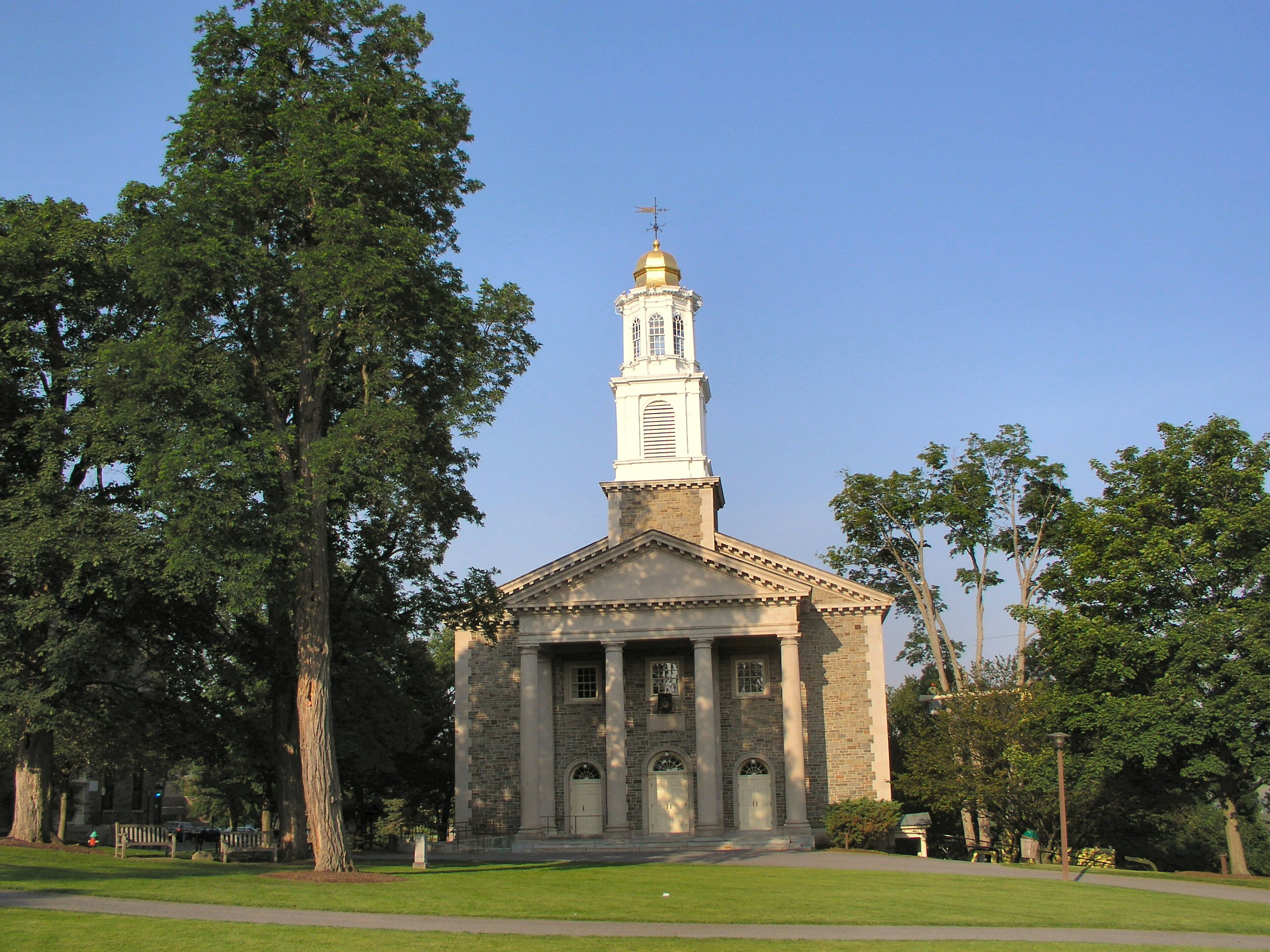
Memorial Chapel.